# Koubovo
Koubovo (en russe : Ку́бово) est une municipalité rurale du raïon de Poudoj en république de Carélie, centre administratif de l'établissement rural de Koubovo.

## Géographie
Koubovo est situé le long de la rivière Vodla à 48 kilomètres au nord-est de Poudoj.

## Démographie
Recensements (*) ou estimations de la population
| 2009  | 2010 | 2013 | - |
| ----- | ---- | ---- | - |
| 1 176 | 902  | 814  | - |